# José Manuel Rodrigues
José M. Rodrigues, född den 4 maj 1951 i Lissabon som José Manuel dos Santos Rodrigues, är en portugisisk-nederländsk fotograf och konstnär. Han bor och arbetar sedan 1993 i Évora, Portugal, efter mer än tjugo år i Nederländerna.

## Arbete
- Lista över utställningar (artikel på engelska Wikipedia)
- Lista över publikationer (artikel på engelska Wikipedia)
- Filmografi (artikel på engelska Wikipedia)
- Bibliografi (artikel på engelska Wikipedia)
- Lista länk med arbete konstnären (artikel på engelska Wikipedia)

## Pris
- Vrije Creatieve Opdracht Prijs (Fritt Kreativt Uppdrag Pris) utfärdat av Amsterdams Fonds voor de Kunst (rådet för konst, Amsterdam) (1982)[1]
- Pessoa Prize (artikel på engelska Wikipedia) (Pessoa Priset) utfärdas av tidningen Expresso (Portugal) och Unisys, tillsammans med poeten Manuel Alegre (artikel på portugisisk Wikipedia) (1999)[1]